# 天主教印多尔教区
天主教印多爾教區 （拉丁語：Dioecesis Indorensis）是羅馬天主教的一個教區，包括印度中央邦西部三縣，受天主教博帕爾總教區管轄。
1935年3月11日建立宗座監牧區。1952年5月15日升為教區。2006年有教友35,674名，佔轄區總人口百分之0.8。由七十六名司鐸名管理廿一個堂區。現任教區主教為查科‧托圖馬里克爾。